# 1日1個のリンゴは医者を遠ざける

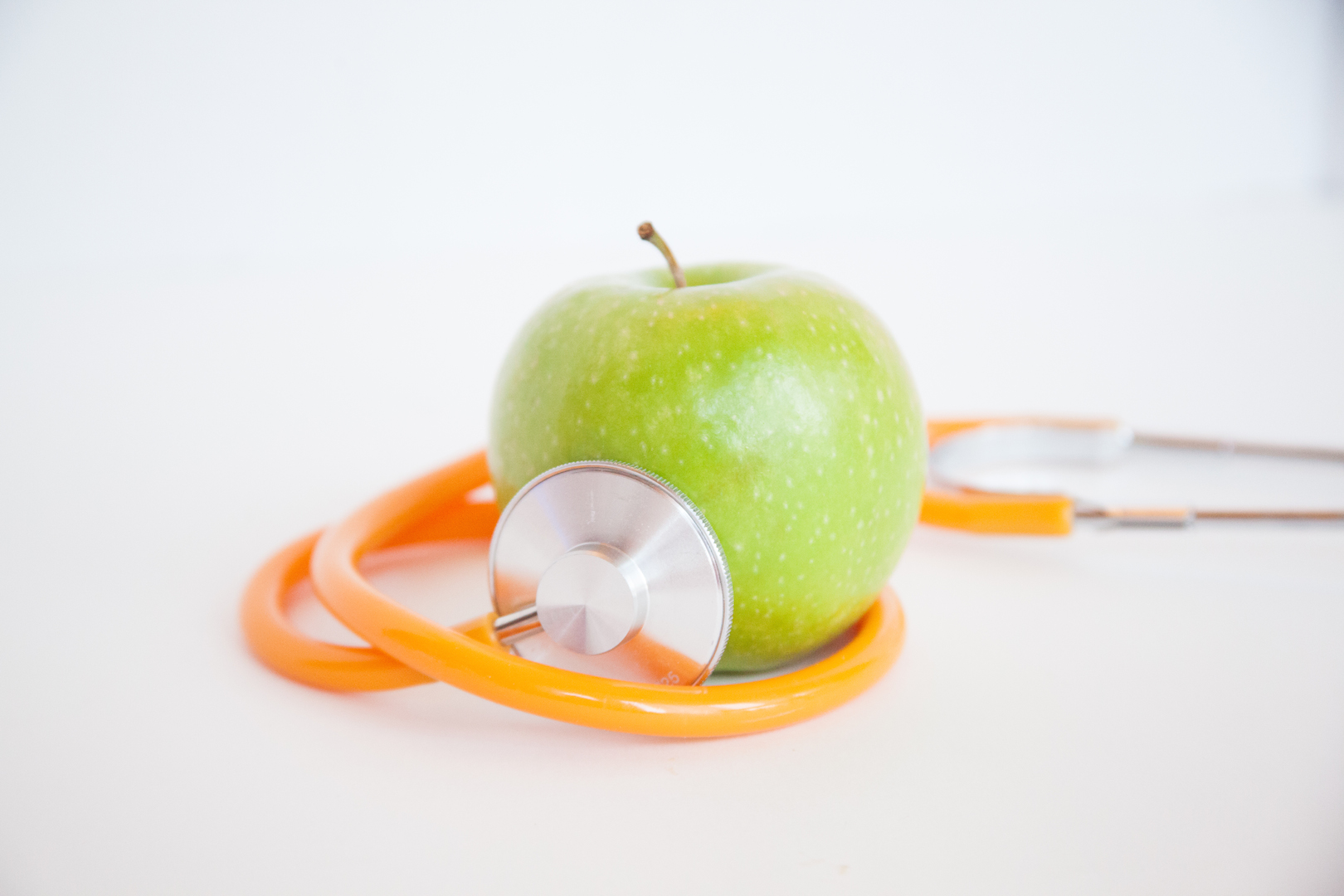
リンゴは健康によいと信じられている。

1日1個のリンゴは医者を遠ざける（1にち1このリンゴはいしゃをとおざける、英語: An apple a day keeps the doctor away）はウェールズ由来の英語の諺で、リンゴ（あるいは果物や野菜一般）を食べることが健康によい効果をもたらすという民衆の知恵を示したものである。

## 起源
1860年代に最初に記録されたこのことわざはウェールズに由来し、特にペンブルックシャーで広く行き渡っていた。最初の英訳は"Eat an apple on going to bed, and you’ll keep the doctor from earning his bread."（ベッドに入る前にリンゴを食べれば、医者が食い扶持を稼げなくなる。bed と bread で韻）であった。現在の言い回し（"An apple a day keeps the doctor away"）が最初に印刷物に現れたのは1922年のことである。

## 科学的評価
2011年の研究では、リンゴと洋ナシを食べることが脳梗塞の予防になる可能性があるとされた。2012年の論文では、リンゴが健康な中年の成人において悪玉コレステロールの量を有意に減らしたことが報告された。2013年には、BMJが毎年クリスマスに発行するユーモラスな論文を集めた号の一部として、英国の50歳以上の全員に1日1つのリンゴを処方する場合とスタチンを処方する場合の影響を比較したものが出版された。この研究ではどちらの介入も同様に効果があるとされた。
2015年にはリンゴの消費量と医者にかかる頻度の関連を直接調査した研究が行われた。結果、この諺が正しいという根拠は得られなかったが、1日あたり1個のリンゴを食べる群では処方薬がより少ないことは見出された。
一方、2011年の研究では、過体重の男性46名について通常の食事に1日1個のゴールデンデリシャスを追加したところ悪玉コレステロールとトリグリセリドの値が上昇したことが報告された。論文中ではゴールデンデリシャス中に糖分がより多く、ポリフェノールがより少ないことがその原因の可能性として挙げられている。